# Comuna Besidivka, Prîazovske
Besidivka (în ucraineană Бесідівка) este o comună în raionul Prîazovske, regiunea Zaporijjea, Ucraina, formată din satele Besidivka (reședința) și Hanno-Opanlînka.

## Demografie
Componența lingvistică a comunei Besidivka
     Ucraineană (94,69%)
     Rusă (4,75%)
     Alte limbi (0,56%)
Conform recensământului din 2001, majoritatea populației comunei Besidivka era vorbitoare de ucraineană (94,69%), existând în minoritate și vorbitori de rusă (4,75%).